# Meta bourneti
Meta bourneti – gatunek pająka z rodziny kwadratnikowatych i podrodziny czaikowatych.
Gatunek ten opisany został w 1922 roku przez Eugène’a Simona.
Samce osiągają od 10 do 13 mm, a samice od 13 do 16 mm długości ciała. Ubarwienie karapaksu jest błyszcząco rudobrązowe z ciemniejszymi: obrzeżeniem i okolicą oczu. Barwa odnóży jest rudobrązowa i zwykle są one pozbawione obrączkowania. Opistosoma (odwłok) jest żółtawa z ciemnymi pasami poprzecznymi lub plamkami na wierzchu oraz często zaczernionymi bokami. Ogólnie gatunek bardzo podobny do sieciarza jaskiniowego i często z nim mylony, odróżnialny tylko po genitaliach. Nogogłaszczki samca mają aparat kopulacyjny z sierpowato zakrzywionym konduktorem i grzbietową częścią paracymbium u nasady szerszą niż na odcinku dystalnym. Płytka płciowa samicy charakteryzuje się wcięciem pośrodku przedniej krawędzi.
Gatunek troglofilny, preferujący jaskinie, zachodniopalearktyczny. W Europie znany z Portugalii, Hiszpanii, Wielkiej Brytanii, Francji, Niemiec, Szwajcarii, Włoch, Chorwacji, Czarnogóry, Serbii, Ukrainy, Rumunii, Bułgarii i Grecji. Rzadziej notowany niż sieciarz jaskiniowy. W Polsce dotąd nie stwierdzony. Poza Europą znany z Afryki Północnej, Turcji i Gruzji.